# Vår tid är nu (säsong 1)
Den första säsongen av Vår tid är nu, en svensk TV-serie skapad av Johan Rosenlind, Ulf Kvensler och Malin Nevander, hade premiär 2 oktober 2017 på SVT. 

## Rollista

### Huvudroller
- Hedda Stiernstedt – Nina Löwander
- Charlie Gustafsson – Calle Svensson
- Mattias Nordkvist – Gustaf Löwander
- Adam Lundgren – Peter Löwander
- Suzanne Reuter – Helga Löwander
- Josefin Neldén – Margareta "Maggan" Nilsson

### Återkommande roller
- Peter Dalle – Stig "Stickan" Backe
- Hedda Rehnberg – Suzanne Goldstein
- Anna Bjelkerud – Ethel Jonsson
- Göran Ragnerstam – Kurt Ragnarsson
- Rasmus Troedsson – "Bellan" Roos
- Malin Persson – Sonja Persson
- Ida Engvoll – Ester Swärd
- Hannes Fohlin – Erik Rehnsköld
- Philip Kuub Olsen – Arvid Löwander
- Jill Ung – Fru Andersson
- Michael Petersson – Tage Erlander

### Gästroller
- Hannes Meidal – Philippe Goldstein
- Karin Franz Körlof – Lilly Lindström
- Timo Nieminen – Anders
- Björn Granath – August Drugge, "Generalen"
- Marika Lindström – Blanceflor Drugge
- Lars Väringer – kreditindrivare
- Linda Molin – Agnes
- Ida Breimo – Elsa

## Avsnitt
| Nr i serien | Nr i säsongen | Titel            | Regissör                       | Manus                          | Sändningsdatum   | Tittarsiffror (miljoner) |
| --- | ------------- | ---------------- | ------------------------------ | ------------------------------ | ---------------- | ------------------------ |
| 1 | 1             | "Freden"         | Harald Hamrell                 | Ulf Kvensler                   | 2 oktober 2017   | 1,488                    |
| Fredsdagen 1945 i Stockholm. Denna dag är stor för familjen Lövander, som har haft dåliga affärer på grund av kriget, på deras restaurang Djurgårdskällaren. Gustaf hittar ett sätt att kunna rädda restaurangens ekonomiska problem. Kökschefen Backe gör livet sämre för den nya kökspojken Calle Svensson. Nina får tag i en frihetsblankett som kommer att avgöra hennes framtid. |               |                  |                                |                                |                  |                          |
| 2 | 2             | "Hemkomsten"     | Harald Hamrell                 | Johan Rosenlind & Ulf Kvensler | 9 oktober 2017   | 1,421                    |
| Peter Löwander kommer hem från beredskapen, tillsammans med en judisk flykting vid namn Suzanne Goldstein. Gustaf mörklägger de stora ekonomiska problem som restaurangen har fått. Calle och Nina träffas igen. |               |                  |                                |                                |                  |                          |
| 3 | 3             | "Jubileet"       | Harald Hamrell                 | Ulf Kvensler                   | 16 oktober 2017  | 1,515                    |
| Djurgårdskällaren har 50-årsjubileum för att få fart på affärerna. Nina vill ha en annan lösning. Hon startar jazzkvällar i festvåningen. Peter försöker få fram information av Gustav om restaurangens dåliga ekonomi. Calle hamnar i bråk med Ninas vänner. |               |                  |                                |                                |                  |                          |
| 4 | 4             | "Hemligheter"    | Harald Hamrell                 | Ulf Kvensler & Malin Nevander  | 23 oktober 2017  | 1,549                    |
| Peter och Suzanne kommer fram med en nyhet som skakar om familjen. Peters konflikt med Ragnarsson får stora konsekvenser. Nina och Calles hemliga relation fortsätter. Maggan hämtar hem sin son Uno från fosterhem. |               |                  |                                |                                |                  |                          |
| 5 | 5             | "Källarmästaren" | Harald Hamrell & Molly Hartleb | Ulf Kvensler                   | 30 oktober 2017  | 1,464                    |
| Peter tar över rollen som källarmästare när Gustaf är häktad. Ragnarsson pressar Peter på pengar genom att hota Suzanne. Calle fattar ett dåligt beslut. Maggans och Lillys relation fördjupas. |               |                  |                                |                                |                  |                          |
| 6 | 6             | "Nyöppningen"    | Harald Hamrell & Molly Hartleb | Ulf Kvensler & Malin Nevander  | 6 november 2017  | 1,566                    |
| Peter och Nina fortsätter att kämpa för restaurangens överlevnad. Maggan tycker att personalen behandlas dåligt på restaurangen och påbörjar en strid för sina rättigheter. Gustaf kommer Suzannes hemlighet på spåren. Calles och Ninas kärlek ställs inför ett svårt beslut. |               |                  |                                |                                |                  |                          |
| 7 | 7             | "Kräftskivan"    | Harald Hamrell & Molly Hartleb | Ulf Kvensler & Johan Rosenlind | 13 november 2017 | 1,390                    |
| Nina och Erik firar sin förlovning med en kräftskiva, där Calle blir ansvarig för maten. Gustaf berättar Suzannes hemlighet för Peter. Maggan får sparken på grund av hennes engagemang inom facket. Helga hamnar i konflikt med Ninas blivande svärmor. |               |                  |                                |                                |                  |                          |
| 8 | 8             | "Avtalet"        | Harald Hamrell & Molly Hartleb | Ulf Kvensler                   | 20 november 2017 | 1,408                    |
| Suzannes sammanbrott får stora konsekvenser för Peter och restaurangen. Konflikten mellan Gustaf och Maggan kommer till sin spets. Calle tvingas göra ett stort val. |               |                  |                                |                                |                  |                          |
| 9 | 9             | "Hemmafrun"      | Harald Hamrell                 | Ulf Kvensler & Malin Nevander  | 27 november 2017 | 1,620                    |
| De senaste åren har fått dramatiska förändringar för Familjen Löwander. Nina och Erik har fått en dotter tillsammans, och Nina lever ett liv som hemmafru. Peter jobbar som advokat och Gustaf är ensam källarmästare. En konflikt mellan bröderna vaknar till liv. |               |                  |                                |                                |                  |                          |
| 10 | 10            | "Hoppet"         | Harald Hamrell                 | Ulf Kvensler & Johan Rosenlind | 4 december 2017  | 1,717                    |
| Ninas missbruk har fått stora konsekvenser. Kampen mellan Gustafs och Peters herravälde över restaurangen tillför smutsiga medel. Ester får en större plats i Peters liv. Maggan kandiderar till ordförande i fackklubben. Calles arbete på Djurgårdskällaren får en dramatisk vändning.                                                                                              |               |                  |                                |                                |                  |                          |